# Boda de Juan Adán de Liechtenstein y María Kinsky de Wchinitz y Tettau
La boda del príncipe heredero Juan Adán de Liechtenstein y la condesa María Kinsky de Wchinitz y Tettau tuvo lugar el 30 de julio de 1937 en la Iglesia Parroquial de San Florián (actualmente catedral) en Vaduz. 

## Antecedentes
Juan Adán era el primer hijo del príncipe soberano Francisco José II y la princesa Georgina y por lo tanto el heredero al trono. Por su parte, María era hija del conde Fernando Carlos Kinsky de Wchinitz y Tettau y la condesa Enriqueta Carolina de Ledebur-Wicheln. 
María era cinco años mayor que Juan Adán y además eran primos lejanos.

## Boda

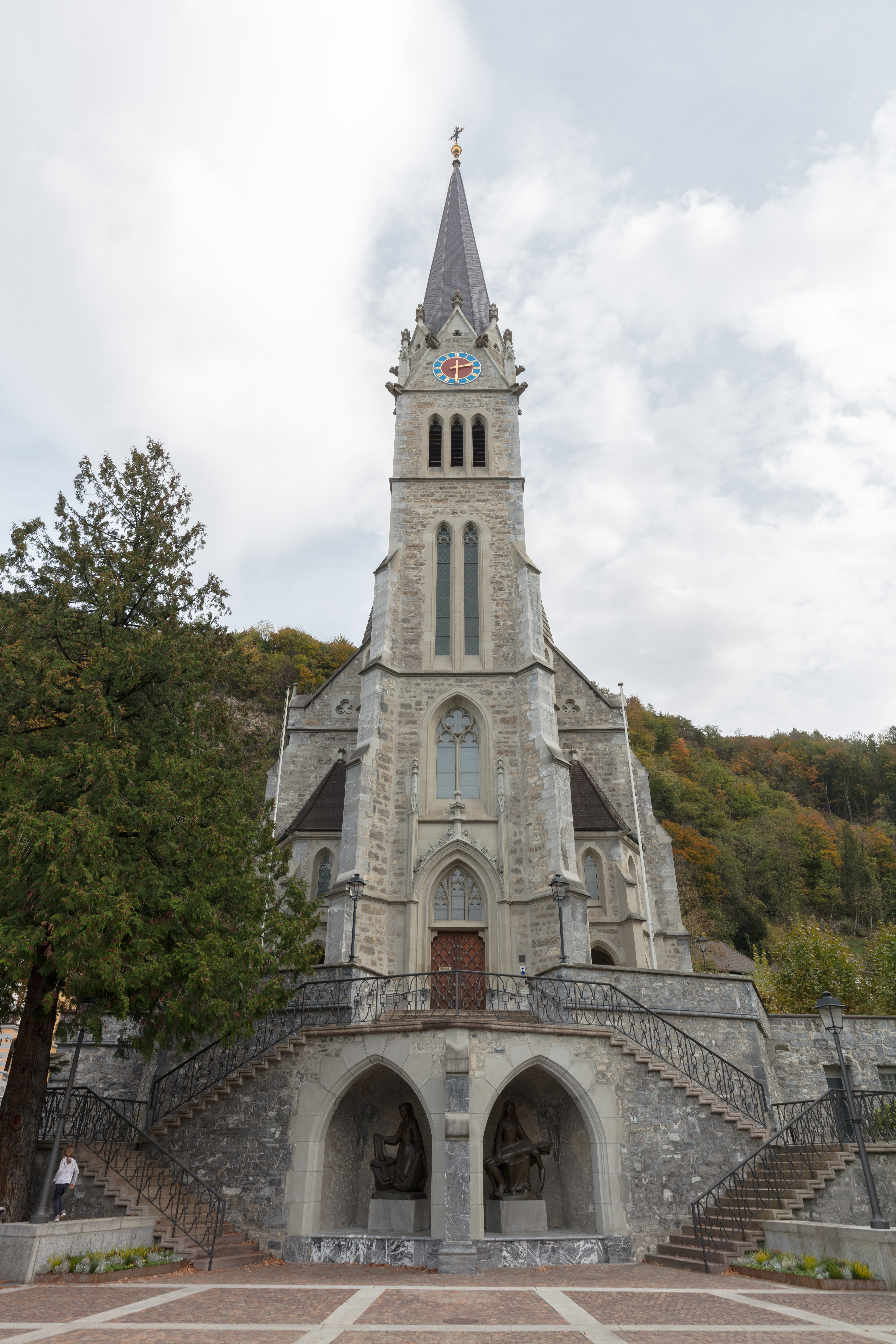
Iglesia de San Florián

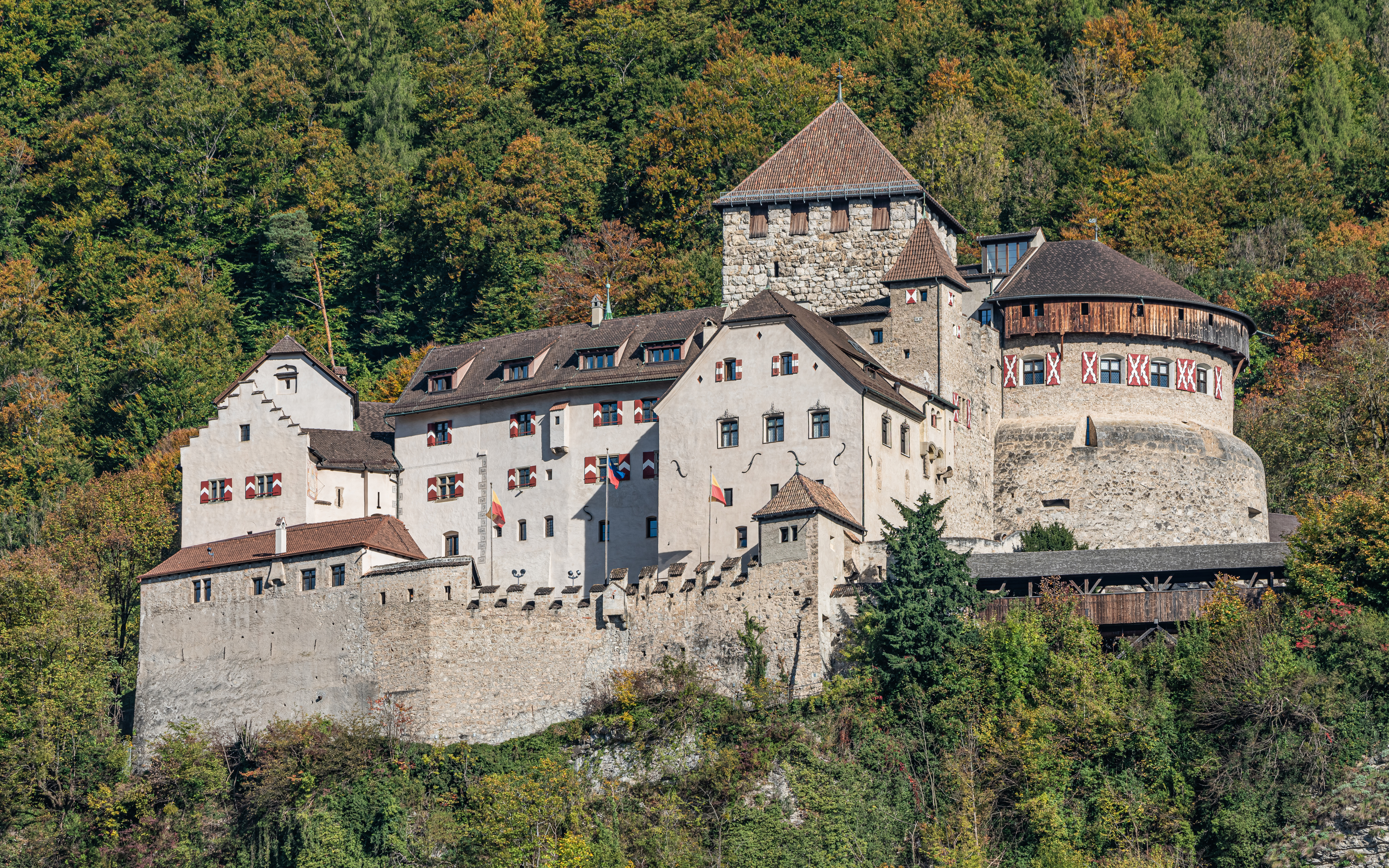
Castillo de Vaduz

La boda tuvo lugar el 30 de julio de 1967 en la Iglesia Parroquial de San Florián en una ceremonia oficiada por Johannes Vonderach, obispo de Chur. Posteriormente se celebró una recepción en el Ayuntamiento de la ciudad y en el Castillo de Vaduz.Por la noche hubo festividades públicas y fuegos artificiales. 
La princesa María lució un vestido diseñado por el francés Jacques Heim y la Tiara Fringe Habsburgo. 

## Invitados

### Familia real de Liechtenstein
- Príncipe soberano Francisco José II y princesa Georgina
- Príncipe Felipe Erasmo
- Príncipe Nicolás Fernando
- Princesa Norberta Isabel
- Príncipe Francisco José
- Princesa María Teresa
- Príncipe Carlos Alfredo
- Príncipe Jorge
- Príncipe Ulrico
- Princesa María Enriqueta
- Príncipe Luis
- Príncipe Enrique

### Familia Kinsky de Wchinitz y Tettau
- . Conde Fernando Carlos Kinsky de Wchinitz y Tettau y condesa Enriqueta Carolina
- Fernando Graf Kinsky

## Casas reales extranjeras
- Princesa Sofía de España
- Reina Ana María de Grecia
- Princesa Irene de Grecia

## Otros datos
Juan Adán y María tuvieron cuatro hijos:
- Príncipe heredero Luis (11 de junio de 1968)
- Príncipe Maximiliano (16 de mayo de 1969)
- Príncipe Constantino (15 de marzo de 1972)
- Princesa Princesa Tatiana, baronesa de Lattorff (10 de abril de 1973)

Desde el 1984, Juan Adán ejerció de regente y el 13 de noviembre de 1989 fallece su padre, Francisco José II a los 83 años de edad y se convierte en el nuevo príncipe soberano. Desde el año 2004, su hijo mayor, el príncipe heredero Luis, ejerce de regente.
El 21 de agosto de 2021 fallece la princesa María en Suiza a los 81 años de edad. 